# 宮古島市立佐良浜中学校
宮古島市立佐良浜中学校（みやこじましりつ さらはまちゅうがっこう）は、かつて沖縄県宮古島市伊良部（伊良部島）にあった市立中学校である。
2019年3月に閉校し、同年4月に本校を含む伊良部島内の4小中学校を統合して、宮古島市立伊良部島小学校・中学校が開校した。卒業生の総数は6,751人。

## 沿革
- 1948年（昭和23年）4月1日 - 佐良浜小学校の校舎を借りて伊良部村立伊良部中学校佐良浜分校として開設[3][4]。
- 1949年（昭和24年） - 伊良部村立佐良浜中学校として分離独立[3][4]。
- 1982年（昭和57年）4月1日 - 伊良部村が町制施行して伊良部町となったことに伴い、伊良部町立佐良浜中学校となる。
- 2005年（平成17年）10月1日 - 宮古島市の新設合併に伴い、宮古島市立佐良浜中学校となる。
- 2019年（平成31年）3月10日 - 閉校式挙行[2][3][4]。

## 通学区域
佐良浜小学校区域と同一区域である。